# Fimbristylis polytrichoides
Fimbristylis polytrichoides là loài thực vật có hoa trong họ Cói. Loài này được (Retz.) R.Br. mô tả khoa học đầu tiên năm 1810.